# Paul Brückner (Journalist)
Paul Brückner (* 30. September 1900 in Lichtewerden; † 5. März 1972 in Wien) war ein österreichischer Journalist und Heimatschriftsteller.

## Leben
Er war der Sohn eines Forstwartes und wuchs im östlichen Altvatergebirge auf. Sein Vater vermittelte ihm die Liebe zur Natur, denn er nahm ihn bei vielen seiner Reviergänge mit in Wald und Flur. Nach dem Besuch der Handelsschule wurde er gegen Ende des Ersten Weltkrieges zum Wehrdienst einberufen und nach Gründung der Tschechoslowakei leistete er dort seinen Militärdienst. Im Anschluss wurde er Büroangestellter in Röwersdorf. Dort wurde seine Begabung als Schriftsteller erkannt. Er kam in Kontakt mit der Prager Morgenpost, in deren Dienst er trat. Als deren Korrespondent ging er 1930 nach Wien, wo er sesshaft wurde und als Journalist und Heimatschriftsteller, speziell für das Altvatergebirge, wirkte.

## Werke (Auswahl)
- Heilige der Heimat. St. Johannes von Nepomuk. In: Neue Heimat Österreich. Jahrbuch der Klemensgemeinde 1962.
- Das Hitzenplotzer Ländchen. In: Sudetenpost, Folge 2 vom 25. Jänner 1963, S. 4.
- Cäsar Wenzel Messenhauser. In: Sudetenpost, Folge 2 vom 25. Jänner 1963, S. 4.
- Im Altvaterland Kulturelle Aufsätze. (= Schöngeistige Reihe, Band 9), Wien, Verlag der Typographischen Anstalt 1964.
- Altvaterheimat. Wien, Verlag der Typographischen Anstalt 1966.